# Johannes Grant
Johannes Grant (o Johannis Grandi; fl. XV secolo) fu un mercenario impiegato dall'Impero bizantino durante la Caduta di Costantinopoli nel 1453.
Resoconti greci e latini si riferivano a lui come tedesco, sebbene Steven Runciman abbia suggerito che egli potesse essere uno scozzese di nome John Grant. Pare fosse affiliato al contingente genovese di mercenari all'assedio, forse parte degli uomini comandati da Giovanni Giustiniani.

## Nella cultura di massa
- Grant appare come un personaggio minore in The Dark Angel di Mika Waltari
- John Le Grant, basato sullo storico Johannes Grant, compare ne La casa di Niccolò di Dorothy Dunnett
- John Grant è il personaggio centrale del romanzo storico Porfirio e Ash
- John Grant è presente nel terzo episodio della serie storica di docudrama L'Impero Ottomano
- John Grant è il personaggio centrale del romanzo storico Master of Shadows di Neil Oliver